# HIV Medicine
HIV Medicine est une revue médicale bimestrielle à comité de lecture couvrant la recherche sur le VIH/sida. Elle est créée en 1999 et est publiée par Wiley-Blackwell au nom de la British HIV Association, dont elle est le journal officiel. C'est également le journal officiel de l'European AIDS Clinical Society et de l'Australasian Society for HIV Medicine. Les rédacteurs en chef sont Brian Gazzard (Chelsea and Westminster Hospital) et Jens Lundgren (Université de Copenhague). 

## Facteur d'impact
Selon le Journal Citation Reports, la revue a un facteur d'impact de 3,988 en 2014, la classant 18ème sur 78 revues dans la catégorie "Maladies infectieuses".